# Henri Leeuw sr.

Henri Leeuw sr. (1819–1909)

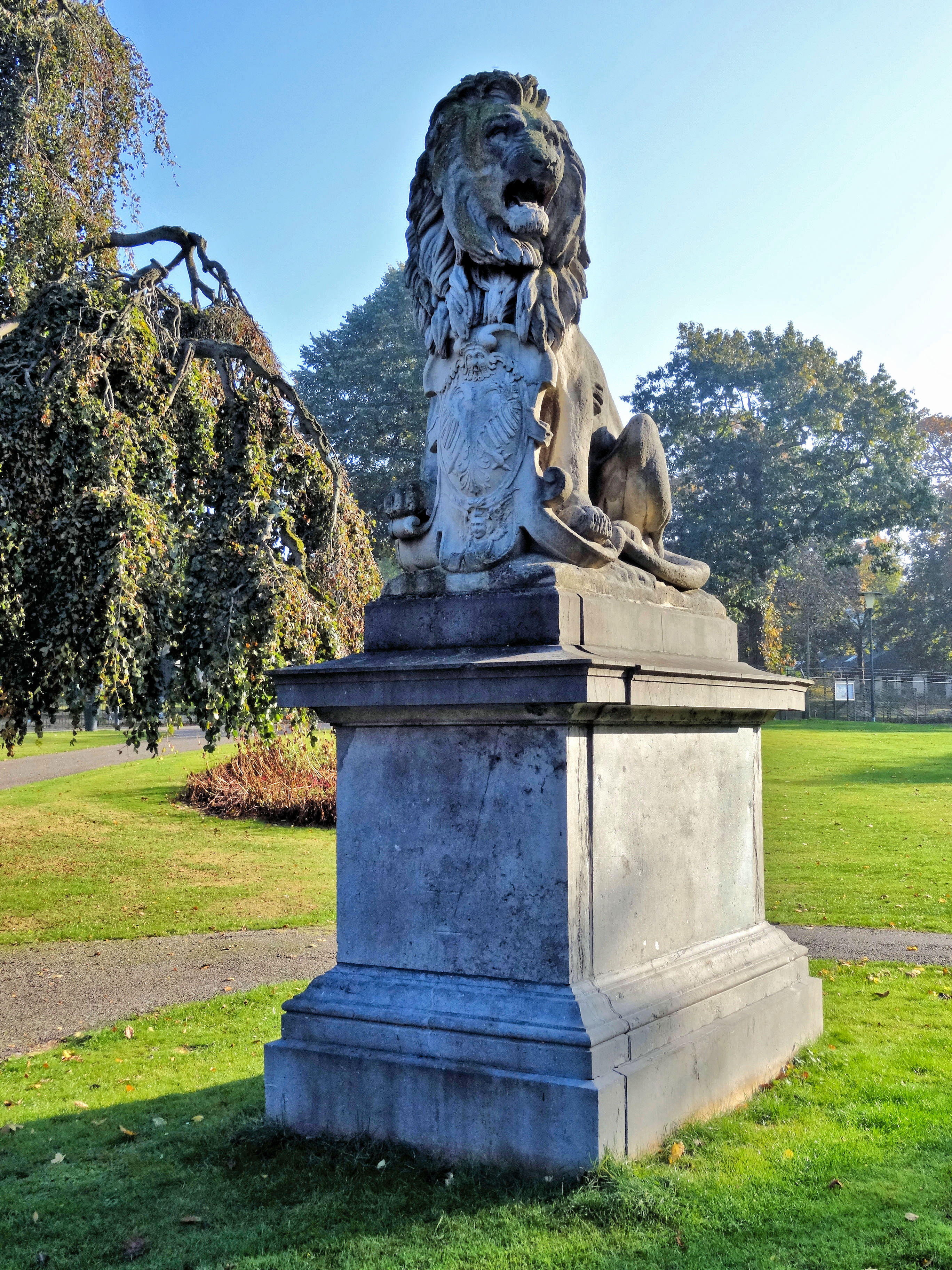
Löwenstatue im Kronenburgerpark, Nimwegen. Gemeinschaftswerk mit seinem Sohn Henri Leeuw jr. (1886)

Jean Henri Leeuw oder Henri Leeuw sr. (* 28. März 1819 in Arcen; † 13. Oktober 1909 in Nimwegen) war ein niederländischer Bildhauer.

## Leben und Werk
Leeuw war ein Sohn von Pierre François Leeuw und Megtilde van Daelen. 1839 ging er nach Paris, wo er an der École des Beaux Arts bei François Jouffroy und François Rude Unterricht nahm. Leeuw erhielt mehrere Aufträge vom französischen Hof, er wurde von Louis-Philippe I. von Frankreich beauftragt, sich um die Marmorskulpturen an den Gräbern der Königsfamilie in der Kirche St-Louis de Dreux in Dreux zu kümmern. In den Jahren 1842 bis 1848 restaurierte er in verschiedenen Kirchen, darunter unter der Leitung von Eugène Viollet-le-Duc in der Kathedrale Notre-Dame und in der Sainte-Chapelle in Paris. 1844 heiratete er Joséphine Alexandrine Aimée Thubeuf, die Ehe blieb kinderlos, Joséphine starb schon 1847. 1848 kehrte Leeuw in die Niederlande zurück, wo er sich in Roermond niederließ. Dort arbeitete er einige Zeit im Atelier Cuypers/Stoltzenberg. Aus seiner zweiten Ehe, die er 1860 mit Anna Amelia Hubertina Raemaekers schloss, gingen u. a. die Kinder Henri Leeuw jr. (1861–1918), Maler und Bildhauer, Oscar Leeuw (1866–1944), Architekt, sowie Rosa Elisa Leeuw (1868–1937) hervor. Letztere heiratete 1896 den Maler und Grafiker Paul Bodifée (1866–1938).
Er arbeitete mit Pierre Cuypers an der Restaurierung der Munsterkerk in Roermond. Ein Beispiel für frühes eigenes Werk ist das 1856 entstandene Guillon-Engels-Denkmal in Panningen, das heute ein "Rijksmonument" (Nationaldenkmal) ist. Leeuw schuf 1857 eine Holzschnitzerei für König Willem III. mit einem Porträtmedaillon des Königs. Anscheinend war das Werk so beliebt, dass Leeuw im Orden der Eichenkrone zum Ritter geschlagen wurde. Für eine Büste von Leopold I. von Belgien erhielt er 1865 den Leopoldsorden. Ab 1866 wird Leeuw mit einem eigenen Atelier erwähnt. Im selben Jahr fertigte er ein Porträtmedaillon von Wilhelm Friedrich Ludwig von Preußen und 1879/1880 eines von der niederländischen Königin Sophie.
1882 musste Leeuw Bankrott anmelden. 1887 zog er mit seiner Familie nach Nimwegen, wo sein Sohn Henri jr. zu dieser Zeit bereits lebte. Zusammen mit diesem hatte er dort bereits 1886 die Kalksteinstatue eines Löwen im Kronenburgerpark angefertigt, die inzwischen als Rijksmonument unter Denkmalschutz steht. Der über zwei Meter hohe Löwe besteht aus Savonnières auf einem zwei Meter hohen Sockel. Der sitzende Löwe hat seinen Mund geöffnet und seinen Kopf nach links gedreht. Sein Schwanz läuft vorwärts entlang seines linken Hinterbeins. Eine Kartusche zwischen den Tatzen zeigt das Stadtwappen mit dem Doppeladler.
1893 starb Leeuws zweite Frau, er selbst starb neunzigjährig im Jahr 1909 und wurde in Nimwegen bestattet.